# 東京経済大学硬式野球部
東京経済大学硬式野球部（とうきょうけいざいだいがくこうしきやきゅうぶ、Tokyo Keizai University Baseball Team）は、首都大学野球連盟に所属する大学野球チーム。東京経済大学の学生によって構成されている。

## 創部
1949年（昭和24年）硬式野球部創立

## 歴史
1960年東都大学野球連盟に加盟
1964年東都大学野球連盟を脱退して首都大学野球連盟へ加盟。
1965年首都大学秋季リーグ成城大戦にて中村英樹がノーヒットノーランを達成
1966年春季リーグ6位で入替戦、城西大に敗れて2部降格。
1973年秋季リーグ2部優勝、東京教育大（現・筑波大）に勝利して1部昇格。
1974年秋季リーグ1部6位、東京教育大に敗れて2部降格。
1975年春季リーグ2部優勝、東京教育大に勝利して1部昇格。
1976年秋季リーグ1部6位、筑波大に敗れて2部降格。
1977年春季リーグ2部優勝、筑波大に勝利して1部昇格。
1980年春季リーグ戦にて伊藤伸幸が１シーズン83奪三振の連盟記録を達成
1981年秋季リーグ1部6位、大東文化大に敗れて2部降格。
1982年春季リーグ2部優勝、大東文化大に勝利して1部昇格。
1983年秋季リーグ1部6位、城西大に敗れて2部降格。
1985年秋季リーグ2部優勝、明治学院大に勝利して1部昇格。
1986年春季リーグ1部6位、明治学院大に敗れて2部降格。
1993年秋季リーグ2部優勝、明治学院大に勝利して1部昇格。
1994年春季リーグ1部6位、大東文化大に敗れて2部降格。昇格時にプロ入りのOB・藪恵一から新ユニフォームが寄贈
1999年春季リーグ2部優勝、獨協大に勝利して1部昇格。
2001年首都大学春季リーグ帝京大戦にて高橋陽介がノーヒットノーランを達成
2002年秋季リーグで過去最高の一部2位。
2002年首都大学春季リーグ筑波大戦にて大塩将之がノーヒットノーランを達成
2003年春季リーグ1部6位、帝京大に敗れて2部降格。秋季リーグ2部優勝、大東文化大に勝利して1部昇格。
2004年秋季リーグ1部6位、獨協大に敗れて2部降格。
2007年春季リーグ2部優勝、武蔵大に勝利して1部昇格。秋季リーグ1部6位、明治学院大に敗れて2部降格。
2009年中日ドラゴンズにOBの小林高也が入団
2014年リーグ戦1部8校に拡大の運営方式変更により1部リーグ昇格。（2013年秋季2部優勝のため）
2015年秋季リーグ1部7位、入替戦出場校決定戦に敗れて2部降格。（2016年より1部6校へ戻るため、1部7、8位と2部1、2位による入替戦出場校決定戦を実施）
2015年武蔵村山キャンパス野球場リニューアル・室内練習場新設
2018年秋季リーグ2部優勝、入れ替え戦で桜美林大に破れ残留
2020年公式戦ユニホームを変更

## 本拠地
- 東京経済大学武蔵村山校舎野球場
  - 東京都武蔵村山市学園5-22-1

## 記録
シーズン最多奪三振83個：伊藤伸幸投手（80年春）
リーグ戦ノーヒットノーラン：中村英樹投手（65年春・明学大3回戦）、高橋陽介投手（2001年春・帝京大1回戦）、大塩陽介投手（2002年春・筑波大）

## 主な出身者
- 江川博 - 1979年甲子園春夏制覇時の控え投手。明治生命にて社会人野球で活躍。和歌山県立箕島高等学校出身
- 藪恵壹 - 阪神タイガース、東北楽天ゴールデンイーグルス投手、元阪神タイガースコーチ。和歌山県立新宮高等学校出身
- 高橋陽介 - 2002年秋、創部以来最高の2位に貢献した投手。日本通運、熊本ゴールデンラークスで社会人野球。桜美林高等学校出身
- 小林高也 - 元中日ドラゴンズ、読売ジャイアンツ（育成）外野手。新潟明訓高等学校出身
- 岩田紀彦 - 社会人野球クラブチーム・茨城ゴールデンゴールズ主将・外野手。常総学院高等学校出身
- 今村亮太 - 信濃グランセローズ外野手（プロ野球独立リーグ）。佐久長聖高等学校出身
- 奥田健誠 - くふうハヤテベンチャーズ静岡投手（ウエスタン・リーグ参加球団）。千葉県立幕張総合高等学校出身
- 鈴木惣太郎 - 早稲田大学中退-大倉商業学校卒　プロ野球設立に尽力。